# Channapura, Arsikere
Channapura là một làng thuộc tehsil Arsikere, huyện Hassan, bang Karnataka, Ấn Độ.